# Jan Kruml
Jan Kruml (* 6. dubna 1935 Rosice) je český architekt, projektant, spoluzakladatel a emeritní předseda Spolku pro obnovu venkova ČR a spoluzakladatel soutěže Vesnice roku.

## Rodina
Otec Jana Krumla, povoláním učitel, se zapojil do odbojové činnosti v rámci skupiny Obrana národa během druhé světové války. Jeho strýc Tomáš Kruml působil jako stíhací pilot v československém, francouzském a Britském královském letectvu.
Syn Tomáš Kruml pracuje v Ústavu fyziky materiálů Akademie věd České republiky.

## Život
Vystudoval střední průmyslovou školu, v roce 1960 promoval na Fakultě architektury a pozemního stavitelství Vysokého učení technického v Brně a stal se projektantem. Mezi jeho realizace patří například hotel SKI u Nového Města na Moravě z roku 1968, sportovní hala v Brně-Králově Poli, administrativní budova ČSBD v Praze-Podolí, hotel REGENT v Třeboni a řada objektů ve venkovských sídlech. Vedl vývojový ateliér v projektové organizaci DRUPOS a po roce 1990 Ateliér obnovy vesnice zaměřený na územní plánování a projekty týkající se venkovského prostředí a zástavby.
Jan Kruml stál v roce 1990 u zrodu Hnutí československého porozumění, byl jednatelem Občanského sdružení česko-slovenské MOSTY a jeho Duchovního parlamentu. Je také členem Československé obce legionářské. Byl jednatelem Výboru pro postavení pomníku prezidenta Beneše a projektantem pomníku. Napsal rovněž publikaci O pomníku prezidenta Edvarda Beneše v Brně.
Se skupinou aktivistů se zasadil o zpracování Programu obnovy vesnice, jeho přijetí Vládou ČR v roce 1991 a na založení Spolku pro obnovu venkova ČR. Spolek prosadil podporu Programu ze státního rozpočtu a začlenění Programu obnovy venkova do regionální politiky vlády ČR. Jan Kruml se stal druhým předsedou Spolku, inicioval založení celostátní soutěže Vesnice roku a vydávání edice Venkovské stavby.
Věnuje se osvětové, přednáškové a publikační činnosti. Vydal například publikace o venkovské zástavbě, dokument Vesničko má přestavovaná a knihy Obnova vesnic Kloboucka, Obnova venkova Zlínského kraje, Venkovské stavby 2011.

## Ocenění
- Osobnost místních samospráv 2008-2018 – uděleno Sdružením místních samospráv ČR
- Osobnost venkova 2021[11] – uděleno Stálou komisí Senátu ČR pro rozvoj venkova, Spolkem pro obnovu venkova ČR, Svazem měst a obcí ČR a Sdružením místních samospráv ČR